# Damernas 1 500 meter i hastighetsåkning på skridskor vid olympiska vinterspelen 1988
Damernas 1 500 meter i skridskor vid de olympiska vinterspelen 1988 avgjordes den 27 februari 1988, i Olympic Oval. Loppet vanns av Yvonne van Gennip från Nederländerna.
28 deltagare från 13 nationer deltog i tävlingen.

## Rekord
Gällande världsrekord och olympiskt rekord före Vinter-OS 1988:
| Världsrekord     | Karin Enke (GDR) | 1:59,30 | Alma-Ata, Kazakiska SSR, Sovjetunionen | 22 mars 1986    |
| Olympiskt rekord | Karin Enke (GDR) | 2:03,42 | Sarajevo, Jugoslavien                  | 8 februari 1984 |

Följande nya olympiska rekord blev satta under tävlingen:
| Datum       | Idrottare         | Nation        | Tid     | OR | VR |
| ----------- | ----------------- | ------------- | ------- | -- | -- |
| 27 februari | Andrea Ehrig      | Östtyskland   | 2:01,49 | OR |    |
| 27 februari | Karin Enke        | Östtyskland   | 2:00,82 | OR |    |
| 27 februari | Yvonne van Gennip | Nederländerna | 2:00,68 | OR |    |

## Medaljörer
| Gren        | Guld                            | Guld         | Silver                 | Silver  | Brons                    | Brons   |
| 1 500 meter | Yvonne van Gennip Nederländerna | 2.00,68 (OR) | Karin Enke Östtyskland | 2.00,82 | Andrea Ehrig Östtyskland | 2.01,49 |

## Resultat
| Placering | Idrottare            | Nation        | Tid     | Tid bakom | Noteringar |
| --------- | -------------------- | ------------- | ------- | --------- | ---------- |
| 1         | Yvonne van Gennip    | Nederländerna | 2:00,68 | –         | (OR)       |
| 2         | Karin Kania          | Östtyskland   | 2:00,82 | +0,14     |            |
| 3         | Andrea Ehrig         | Östtyskland   | 2:01,49 | +0,81     |            |
| 4         | Bonnie Blair         | USA           | 2:04,02 | +3,34     |            |
| 5         | Jelena Lapuga        | Sovjetunionen | 2:04,24 | +3,56     |            |
| 6         | Seiko Hashimoto      | Japan         | 2:04,38 | +3,70     |            |
| 7         | Gunda Kleemann       | Östtyskland   | 2:04,68 | +4,00     |            |
| 7         | Erwina Ryś-Ferens    | Polen         | 2:04,68 | +4,00     |            |
| 9         | Song Hwa-Son         | Nordkorea     | 2:05,25 | +4,57     |            |
| 10        | Leslie Bader         | USA           | 2:05,53 | +4,85     |            |
| 11        | Natalie Grenier      | Kanada        | 2:06,80 | +6,12     |            |
| 12        | Marieke Stam         | Nederländerna | 2:07,00 | +6,32     |            |
| 13        | Katie Class          | USA           | 2:07,30 | +6,62     |            |
| 14        | Ariane Loignon       | Kanada        | 2:07,63 | +6,95     |            |
| 15        | Jelena Tumanova      | Sovjetunionen | 2:07,71 | +7,03     |            |
| 16        | Anja Mischke         | Västtyskland  | 2:08,52 | +7,84     |            |
| 17        | Zofia Tokarczyk      | Polen         | 2:08,54 | +7,86     |            |
| 18        | Jane Goldman         | USA           | 2:08,72 | +8,04     |            |
| 19        | Natsue Seki          | Japan         | 2:08,89 | +8,21     |            |
| 20        | Edel Therese Høiseth | Norge         | 2:09,34 | +8,66     |            |
| 21        | Chantal Côté         | Kanada        | 2:09,62 | +8,94     |            |
| 22        | Han Chun-Ok          | Nordkorea     | 2:09,66 | +8,98     |            |
| 23        | Caroline Maheux      | Kanada        | 2:10,83 | +10,15    |            |
| 24        | Kim Young-Ok         | Sydkorea      | 2:11,95 | +11,27    |            |
| 25        | Minna Nystedt        | Norge         | 2:12,40 | +11,72    |            |
| 26        | Choi Hye-Sook        | Sydkorea      | 2:12,96 | +12,28    |            |
| 27        | Stéphanie Dumont     | Frankrike     | 2:13,01 | +12,33    |            |
| 28        | Bibijana Kerla       | Jugoslavien   | 2:21,69 | +21,01    |            |